# ジョン・デ・ウォルフ
ジョン・デ・ヴォルフ（John de Wolf, 1962年12月10日 - ）は、オランダ出身の元サッカー選手、監督。現役時代のポジションはDF。
1983年スパルタ・ロッテルダムでプロデビュー。2年後にFCフローニンゲンへ移籍してレギュラーポジションを獲得すると、1987年にオランダ代表へと初招集された。1989年にオランダのフェイエノールトに移籍。94年Ｗ杯アメリカ大会にメンバーとして選出された後、イングランド1部のウルヴスからオファーを受けて海外移籍。2シーズンを経て帰国した後、2000年に現役引退を表明した。
188センチの長身を活かした空中のヘディング戦と強固なディフェンスが持ち味のセンターバック。長髪に無精髭を生やし、その名の通り「狼」のような出で立ちで相手ストライカーと対峙する姿から、フェイエノールトサポーターから人気を誇った。代表では94年Ｗ杯アメリカ大会予選で活躍し、グレアム・テイラー率いるイングランド代表とのロッテルダムでの直接対決でアラン・シアラーを封じ込めた。ウルヴスに移籍後すぐにキャプテンに任命され、チームをFAカップ準々決勝まで導いた。このときのウルヴスの監督はグレアム・テイラーであった。

## 選手経歴
- 1983-1985  スパルタ・ロッテルダム
- 1985-1989  FCフローニンゲン
- 1989-1994  フェイエノールト
- 1994-1996  ウルヴァーハンプトン・ワンダラーズFC
- 1996-1997  VVVフェンロー
- 1997-1998  ハポエル・アシュケロン
- 1998-2000  ヘルモント・スポルト